# Terracottaleger

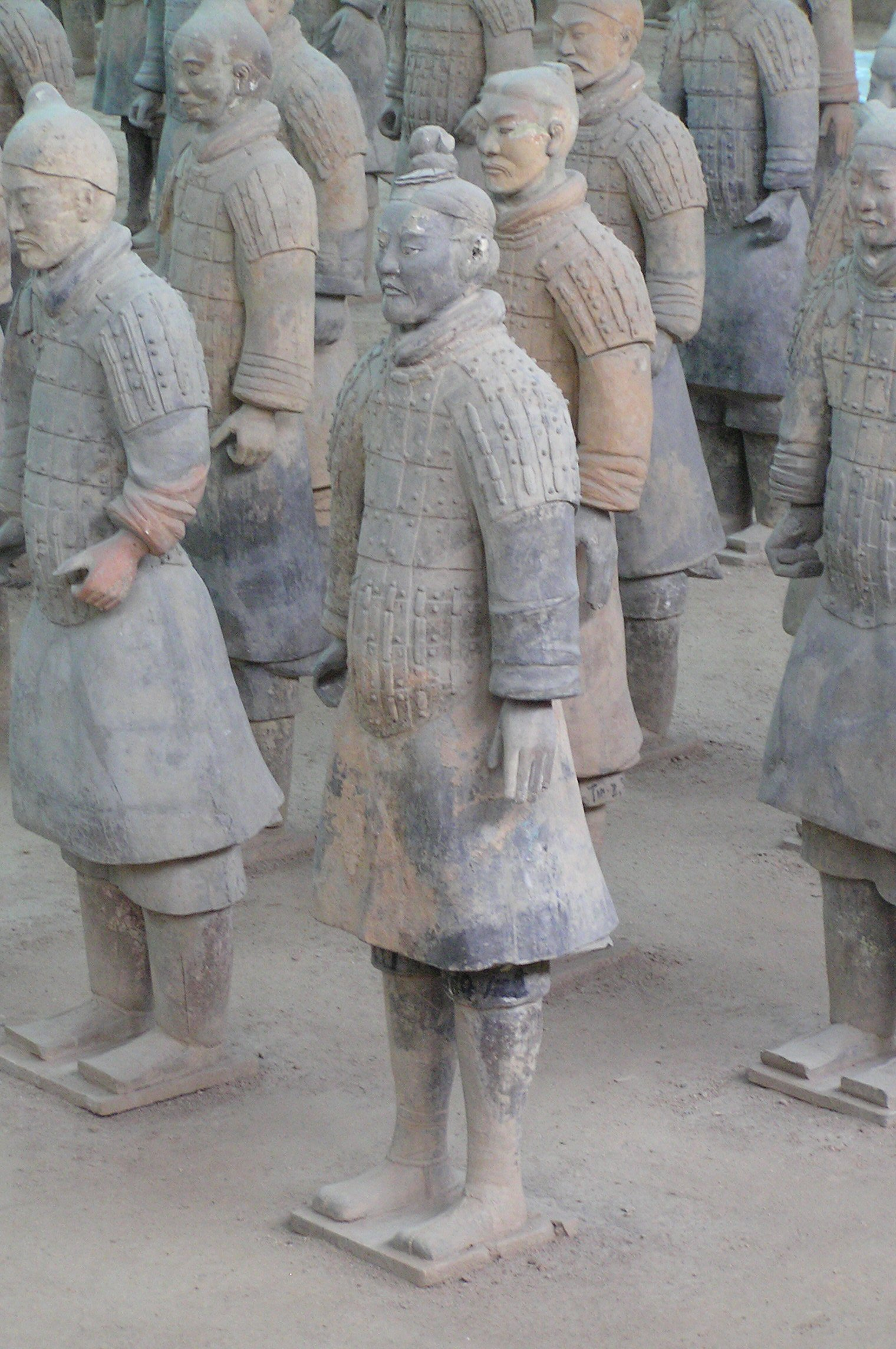
Verschillende krijgers

Het Terracottaleger is de benaming voor de archeologische vondst van ongeveer 8000 terracottafiguren die als grafgiften werden meegegeven aan de eerste keizer van China, Qin Shi Huangdi. Het 'leger' bevindt zich tussen de berg Li en het hedendaagse Xi'an. Deze overblijfselen bij het graf van keizer Qin Shi Huangdi (259 v.Chr.–210 v.Chr.) behoren tot het UNESCO-werelderfgoed.

## Geschiedenis
Qin Shi Huangdi wist gedurende zijn relatief korte bewind grote koninkrijken rondom de Gele Rivier in China te verenigen tot één rijk en wordt daarom gezien als de eerste keizer van China.
Bij de bouw van zijn mausoleum werden naar schatting zo'n 700.000 arbeiders ingezet, ruim twee keer zoveel als bij de Chinese Muur. Met de bouw werd reeds in het eerste jaar van Qin Shi Huangdi's dynastie aangevangen. Het is onderdeel van een ommuurd stuk land met talrijke gebouwen. Het mausoleum ligt als een paleis onder een grafheuvel, die nu 75 meter hoog is. Het graf moet toentertijd indrukwekkend zijn geweest. De grafheuvel, die oorspronkelijk 115 meter hoog was en begroeid met gras en bomen, werd omringd door 10 tot 12 meter dikke muren. Binnen deze muren stonden ooit tempels, zalen en bestuurlijke gebouwen. Het geheel besloeg meer dan 2,5 km², en er zijn meer dan 400 putten met grafgeschenken opgegraven.
Wonderbaarlijk genoeg is de tombe waarin Qin Shi Huangdi moet liggen nooit geopend. Volgens een beschrijving van de Chinese historicus Sima Qian, uit de eerste eeuw voor Christus, was het ontwerp van het graf bedoeld als een ondergrondse weergave van het heelal. Volgens deze historische bron is de bodem vormgegeven als een kaart van het Chinese rijk. De Gele Rivier, Yangtsekiang en de oceaan zouden zijn nagebootst in kwikzilver.
Qin Shi Huangdi geloofde dat het graf zijn paleis voor de eeuwigheid was en dat het leven onder de grond een vervolg was van zijn leven op de aarde. Rond zijn tombe bevinden zich grafkamers met giften, die ervoor moesten zorgen dat zijn ziel in het hiernamaals gevoed en beschermd werd. Later is het Terracottaleger geleidelijk aan bedekt met een drie meter dikke zandlaag. Zo heeft het leger 2200 jaar onder de grond gelegen. Van de kleine honderd grafkamers zijn er nog maar enkele geopend; er liggen nog ontelbare schatten onder de grond.
De wapens die gevonden werden zijn nog steeds scherp. Dit komt waarschijnlijk door de oppervlaktebehandeling die de Chinezen hadden geperfectioneerd in deze tijd. De pijlpunten waren ook nog dodelijk op een andere manier. De punten werden gemaakt van een hoog percentage van het giftige lood.
Aan het eind van de bouw van het graf werden de mensen die mee hadden geholpen levend begraven in het ondergrondse paleis, zodat geen van de geheimen zich konden openbaren.
Op 29 maart 1974 ontdekten boeren die een put aan het graven waren een terracottasoldaat, de grootste archeologische vondst van de 20e eeuw. Er werd verder gegraven en met de opgravingen kwamen duizenden soldaten en paarden tevoorschijn, een heel leger dat de keizer vergezelde in zijn onsterfelijkheid.
Met de huidige technieken is het nog niet verantwoord om zonder beschadiging het graf van de keizer met eventuele schatten op te graven.

## Indeling grafcomplex

### Grafheuvel met graf keizer
Het graf van Qin Shi Huang is bedekt met een enorme laag aarde. Niemand weet waar de ingang is. Tot op de dag van vandaag is het graf nog niet blootgelegd. Uit historische verslagen blijkt dat het graf uit verschillende paleizen en paviljoens bestaat, vol met zeldzame edelstenen en andere schatten. Ook wordt er gezegd dat er automatische kruisbogen zijn geïnstalleerd die afgaan zodra het graf wordt geopend. Het plafond is ingelegd met parels om zo de zon, de maan en de sterren te kunnen nabootsen. De vloer en de muren zijn bestreken met brons om zo het water buiten te houden. En kwikzilver wordt in beweging gebracht om zo een stromende rivier na te bootsen.

### Grafkuilen
In de buurt van de grafheuvel waaronder het graf van de keizer is, bevinden zich ook nog talrijke grafkuilen. Een ervan bevatte twee prachtige bronzen miniatuurwagens met bronzen paarden en wagenmenners. Deze staan tegenwoordig in het museum bij de opgraving. Later werd nog een kuil met bronzen vogels ontdekt. Ook werden offerkuilen gevonden met skeletten van exotische dieren, massagraven van dwangarbeiders en tombes met lijken van jonge mensen. Dat kunnen mensenoffers zijn geweest. In 384 v.C. werd deze praktijk officieel verboden in China, maar het offeren van mensen ging nog door tot de 17e eeuw. Wel werden de mensenoffers in de tijd van de Qin-dynastie en de daaropvolgende Han-dynastie steeds meer vervangen door terracottabeelden. Van die omslag in de grafcultuur is het Terracottaleger dus een rechtstreeks product.

### Kuilen met Terracottaleger

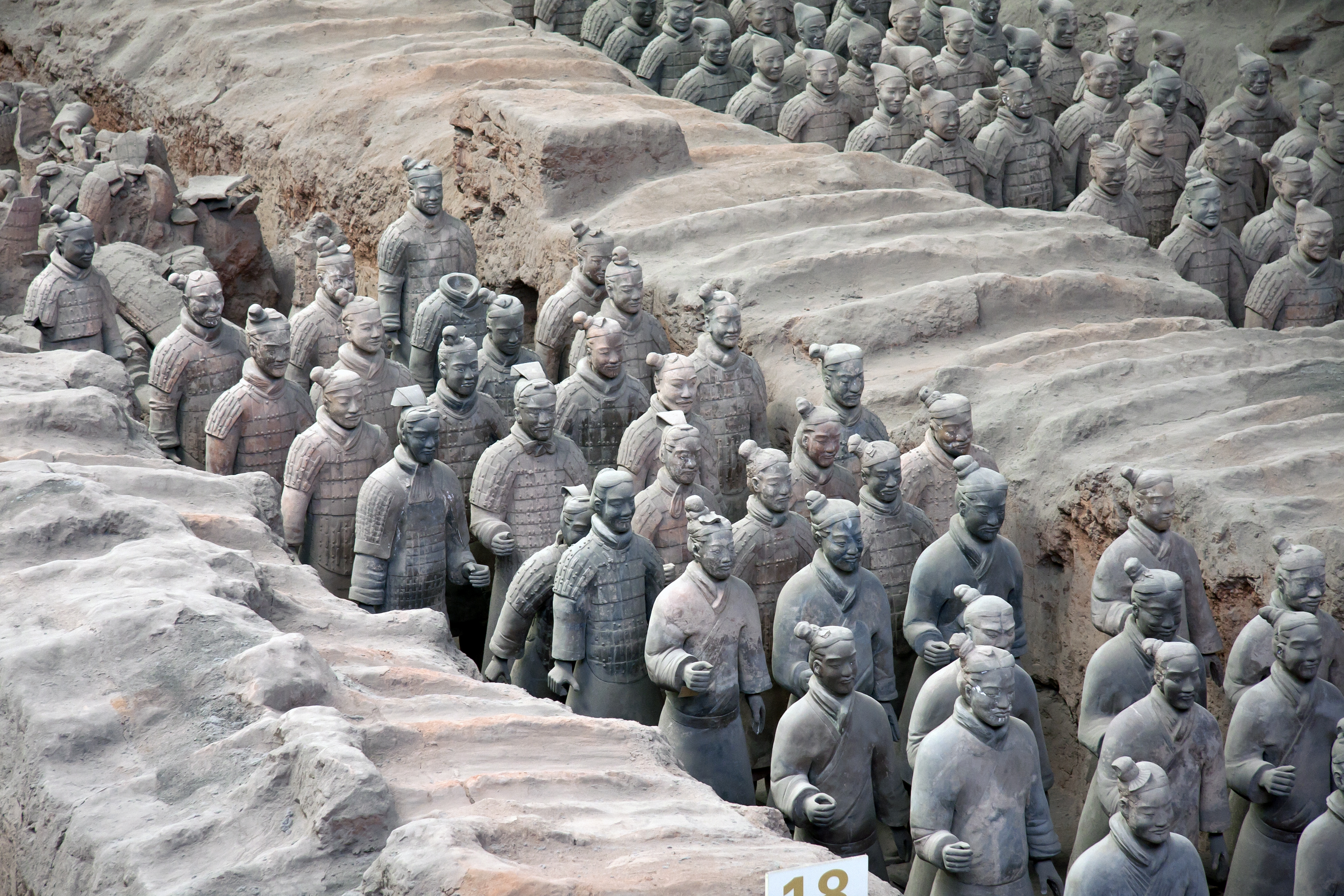
Detail van een van de vijf kuilen

Het Terracottaleger staat in vijf kuilen op twee kilometer van de grafheuvel. De soldaten zijn geplaatst in zes meter diepe geulen. Deze gangen, van elkaar gescheiden door aarden wallen, waren ooit bedekt met een frame van hout en aarde. Na de Qin-dynastie werden de grafkelders geplunderd en in brand gestoken, waardoor de terracottasoldaten zwaar werden beschadigd. Boven deze kuilen zijn hallen gebouwd waar men het terracottaleger kan bekijken.
Het Terracottaleger bestaat onder andere uit het voetvolk, kruisboogschutters, ruiters met strijdwagens en paarden; allen stonden ze paraat voor een veldslag. Ze zijn allemaal tussen de 1,60 m en 1,80 m lang en allemaal verschillend. Sommige staan en andere zitten knielend met gespannen pijl-en-boog, alsof ze zich weerden tegen de aanslag. Sommige dragen een harnas en andere zijn gekleed in een uniform. De wapens die ze dragen zijn echt en de hoofdtuigen van de paarden zijn gemaakt van brons. Minder bekend is dat men ook een leger heeft ontdekt van kleinere beelden van ongeveer 0,50 m tot 0,75 m hoog.

## Vervaardiging

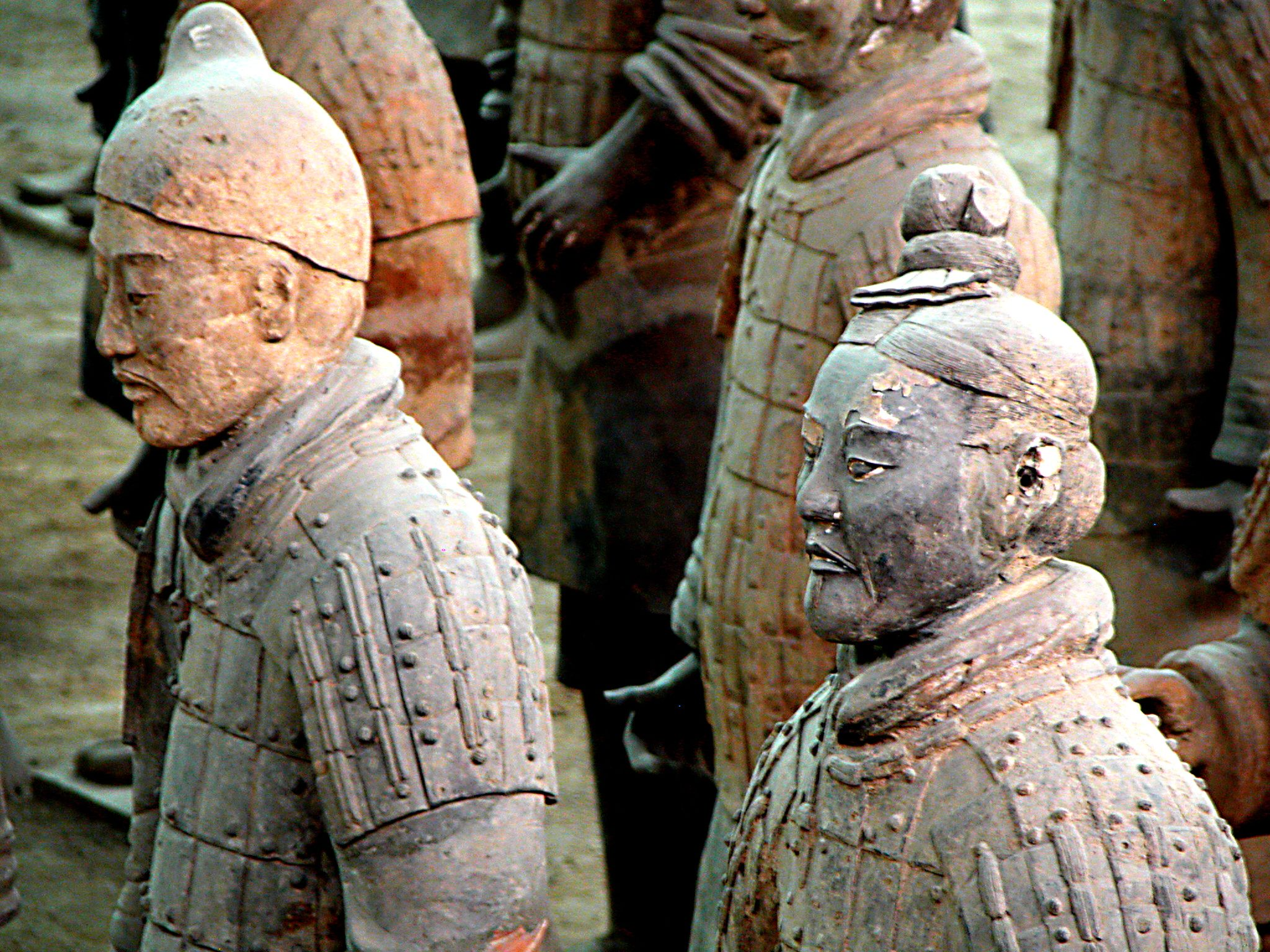
De beelden zijn vervaardigd met verschillende gezichten.

De beelden zijn hol en in delen gemaakt. De soldaten waren beschilderd in heldere kleuren, maar vrijwel direct na hun opgraving is die kleur door blootstelling aan de buitenlucht verdwenen. Doordat de beelden gebakken zijn, zijn ze in redelijk goede staat gevonden.
De terracottafiguren werden gemaakt door zowel rijksarbeiders als lokale werklui. De vervaardiging gebeurde in essentie door massaproductie, waarvoor per figuur eerst een torso uit klei werd gemaakt. Vervolgens werden door middel van mallen de ledematen geproduceerd en toegevoegd. Er zijn in totaal acht verschillende gezichtsvormen bekend, en voor de handen zijn twee mallen gebruikt. Alle krijgers zijn echter uniek gemaakt door individuele kenmerken. De handen werden verschillend op de armen geplaatst, en de posities van de vingers werden nog voor het bakproces handmatig aangepast. Verdere onderscheidende kenmerken werden aangebracht door graveerwerk en kleurgebruik met betrekking tot onder meer de oren, ogen en kapsels. Dit handenwerk gebeurde heel secuur: voor wimpers werd vermoedelijk gebruik gemaakt van een eenharig penseel. Na de vervaardiging werden de terracottafiguren geplaatst in exacte militaire formatie in orde van rang.
De figuren zijn op ware grootte gebouwd. Ze variëren in lengte, uniform en haarstijl, afhankelijk van de rang waarin de betreffende pop zit. De figuren met een (mooi) hoofddeksel hebben een hogere rang. Dat ieder gezicht verschillende eigenschappen en expressies heeft en geen twee soldaten identiek zijn, doet vermoeden dat de terracottakrijgers gebaseerd zijn op echte mensen.
Er werd gebruikgemaakt van echte wapens, die speciaal voor dit project werden geproduceerd. De bronzen pijlen bevatten een hoog percentage tin, waardoor deze zeer sterk en bij gebruik zeer effectief zijn. De zwaarden waren 'roestvrij' gemaakt door een laagje chroomoxide. De eenvormige samenstelling van de wapens is opvallend, en duidt op een centrale productie ervan. Hiervoor is vermoedelijk een groot productiesysteem opgezet waarin verschillende teams naast elkaar werkten, en de kwaliteit goed kon worden bewaakt. Naast deze wapens is ook een aantal oudere wapens gevonden, die vermoedelijk afkomstig waren uit de wapenkamers van het keizerlijk paleis.
De wapens waren al snel gestolen na het creëren van het leger en de kleur van de figuren was al snel vervaagd. Buiten dat was het bestaan van de poppen een bewijs van de hoeveelheid werk en vakkennis die nodig geweest moet zijn voor de vervaardiging van de poppen. Het toont ook aan hoe machtig de eerste keizer geweest moet zijn om het voor elkaar te krijgen zo'n monumentaal en grootschalig project te ondernemen in het vervaardigen van een geweldig terracottaleger.

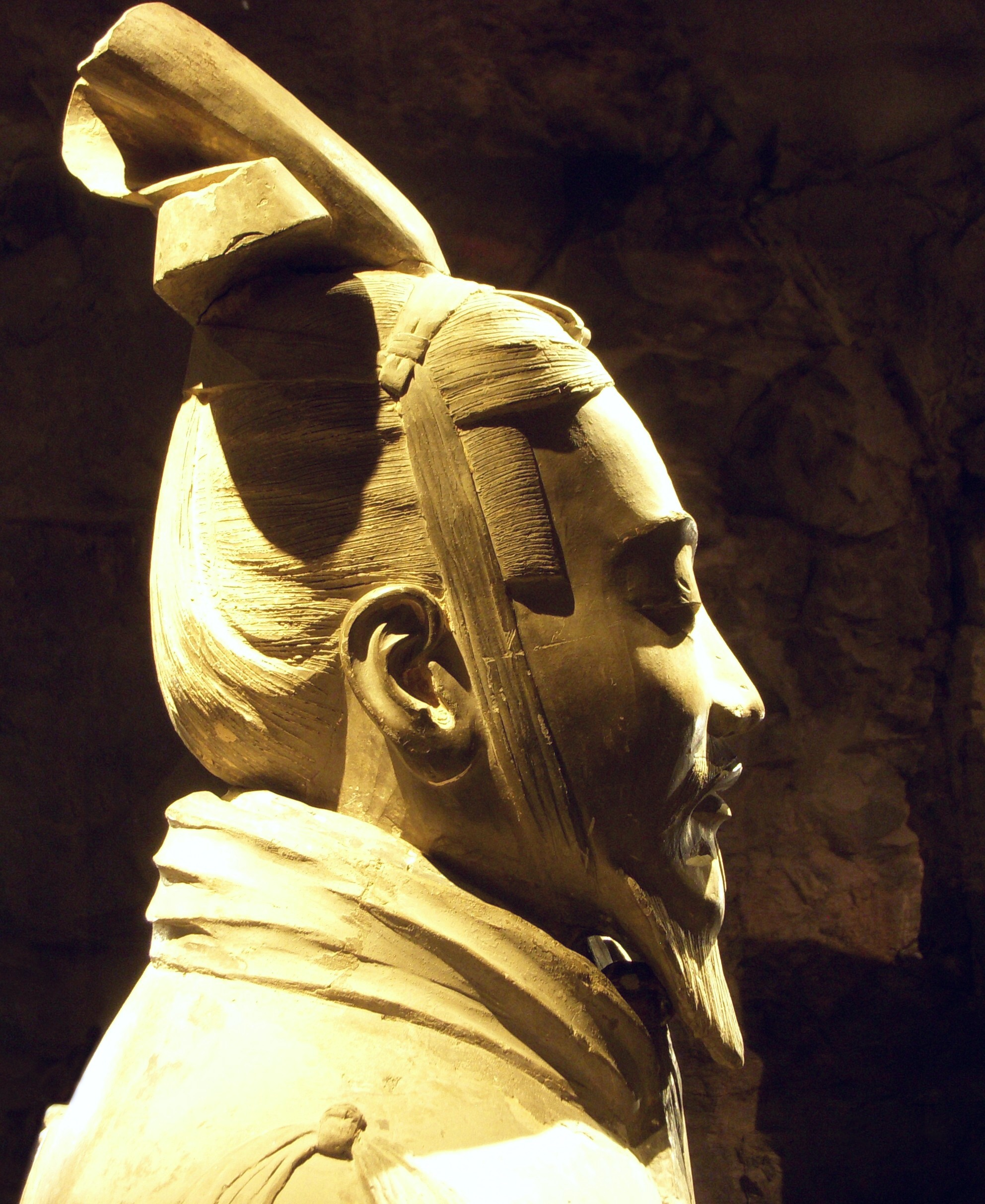
Generaal
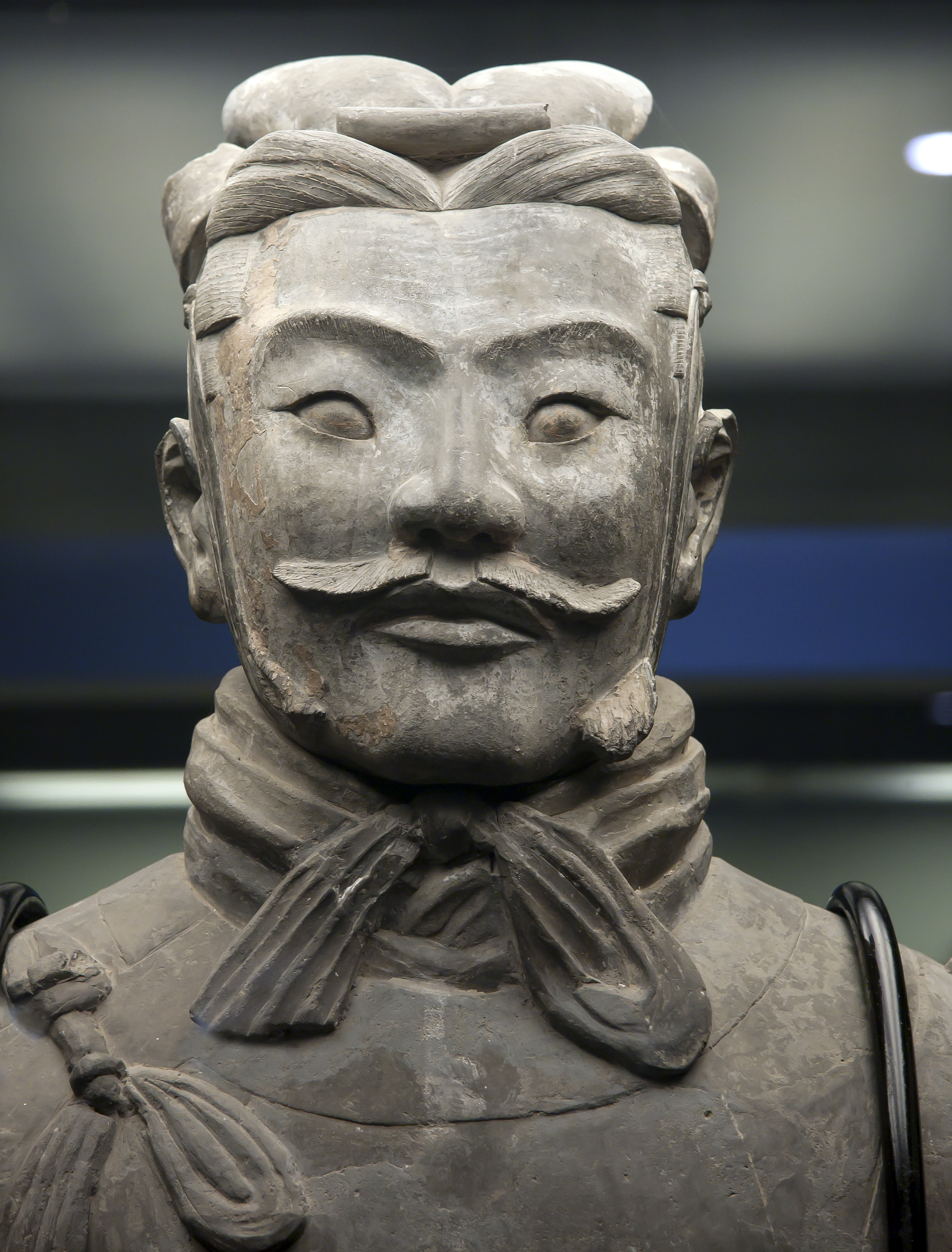
Hoge legerofficier
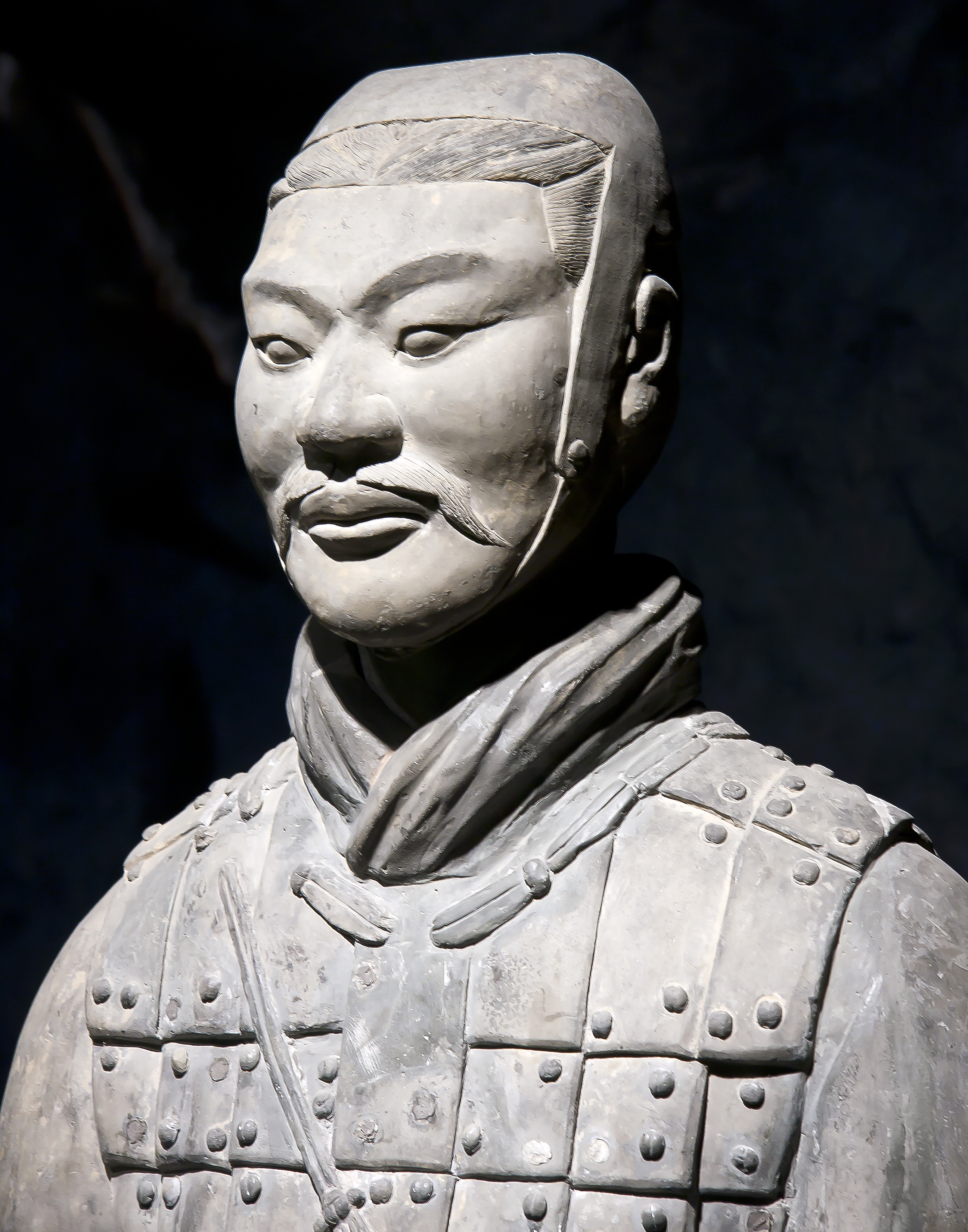
Ruiter
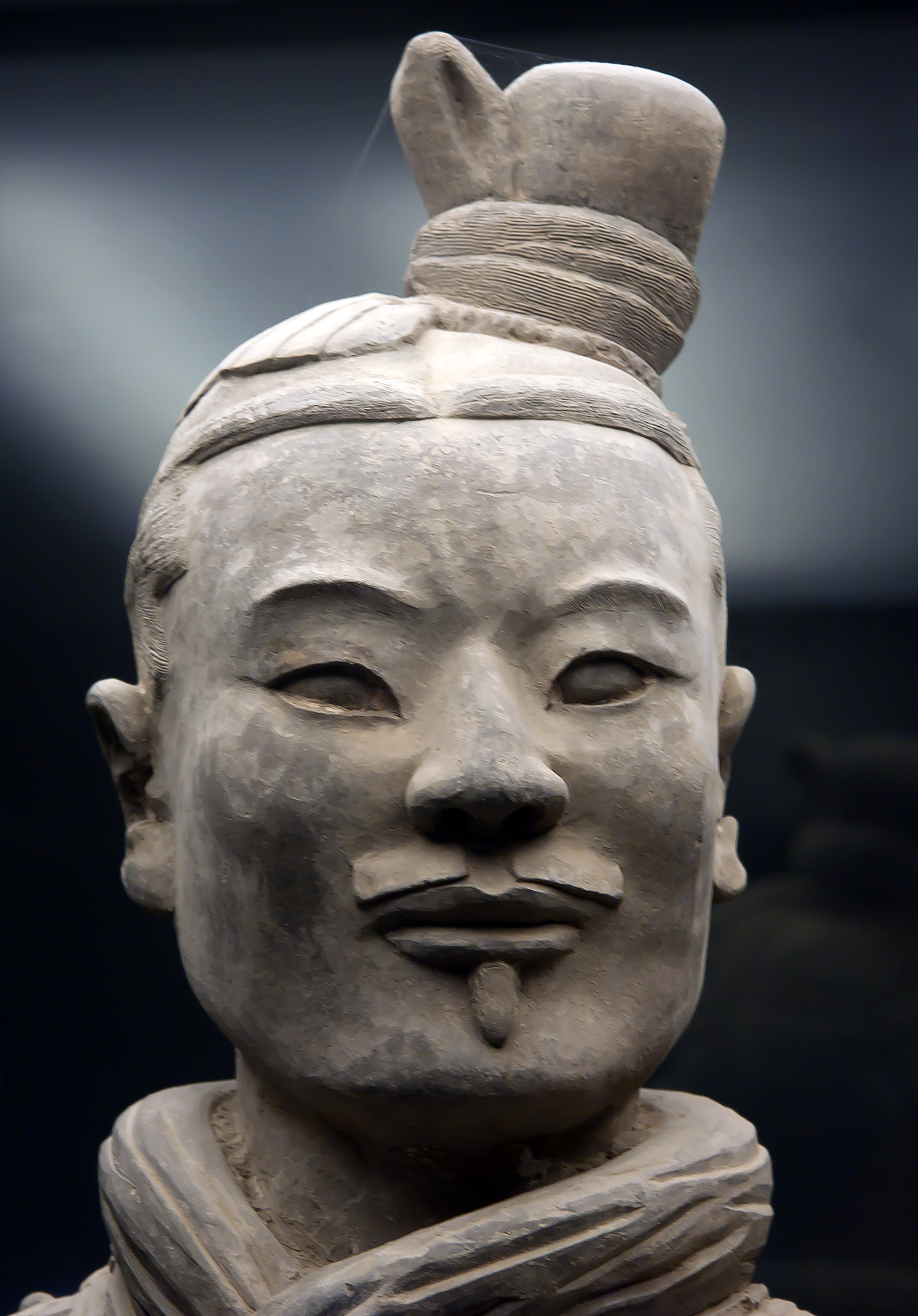
Boogschutter
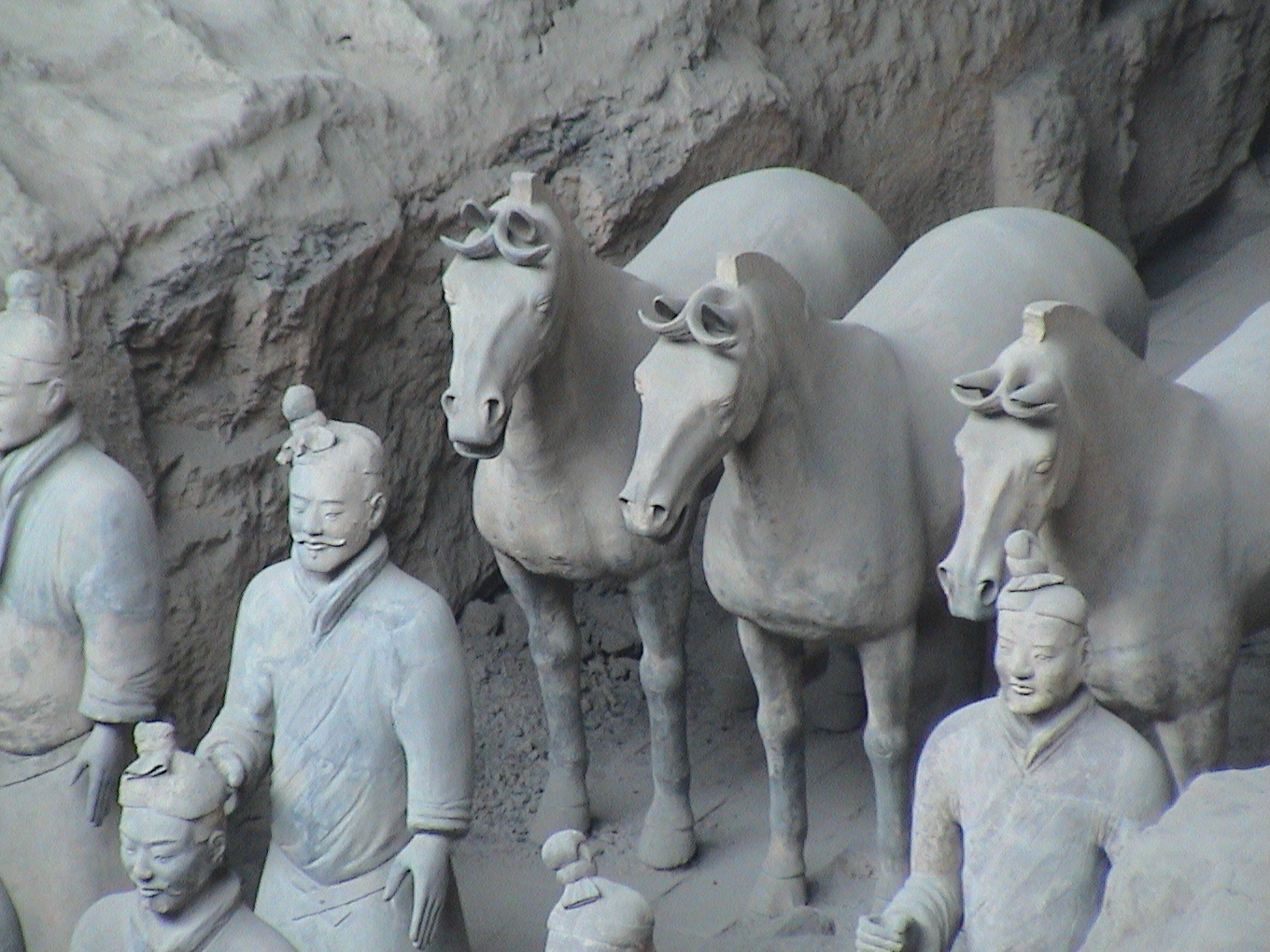
Paarden in een van de kuilen

### Polychromie

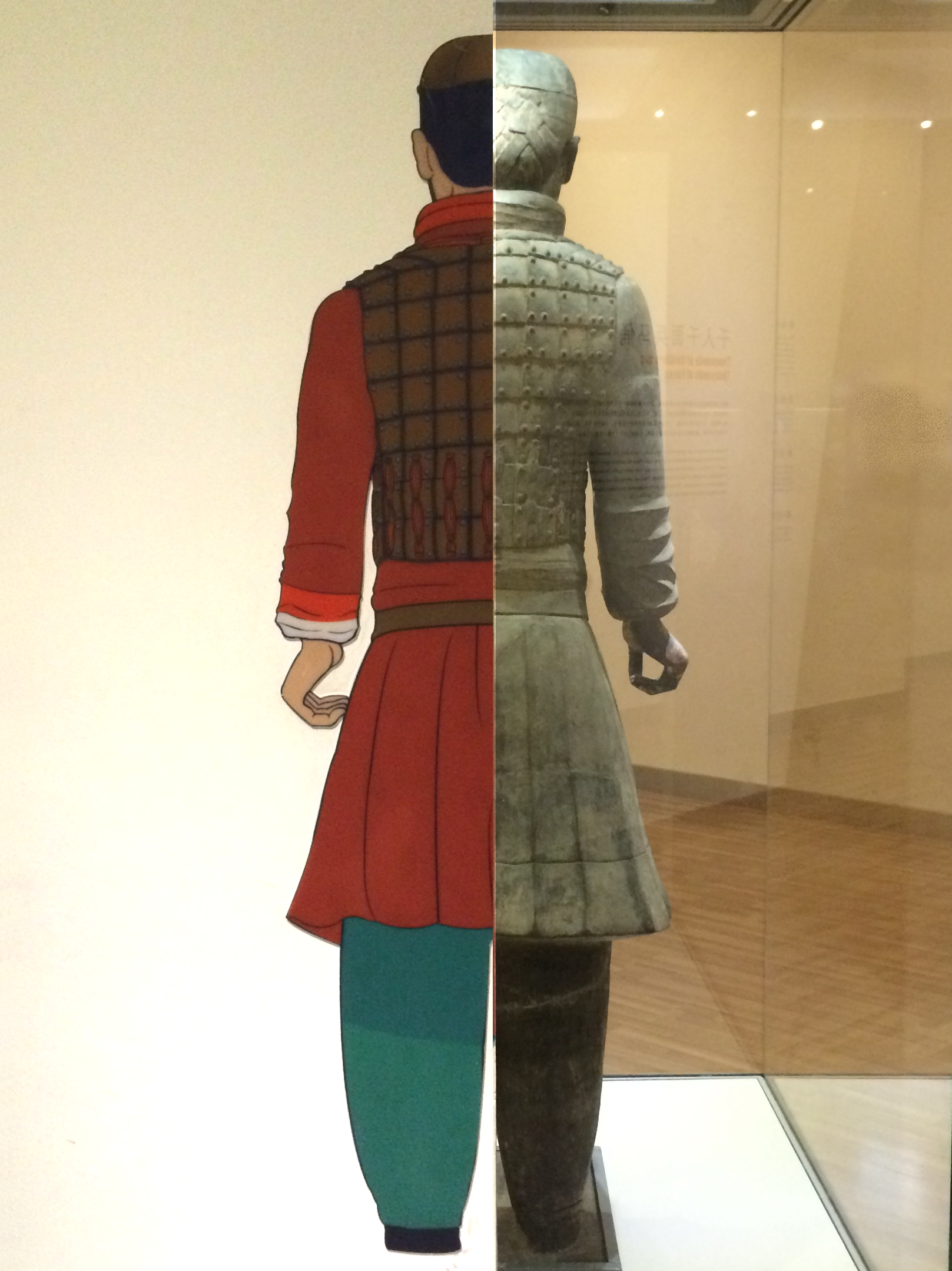
Reconstructie van de kleuren van een van de beelden.

Alle beelden van soldaten, beelden van paarden, houten wagens en bronzen wapens waren gelakt en polychroom beschilderd. Een van de grootste zorgen na de ontdekking in 1974 was het veiligstellen van de kleurlagen. Door uitdroging van de klei na de opgraving, werd de verflaag bijzonder kwetsbaar en liet deze snel los. Mede om deze reden werd besloten gedeelten van het leger niet op te graven, in afwachting van nieuwe methoden waarbij de kleur behouden kon worden. In 1991 begon het Bayerisches Landesamt für Denkmalpflege met onderzoek naar de staat van de kleurlaag, de gebruikte pigmenten en de schildertechnieken. De meeste van de beelden zijn gemaakt van grijs terracotta, terwijl voor enkele rood terracotta is gebruikt. Over het algemeen vormt bruine verf de basis in een of twee lagen. De daarop aangebrachte kleuren verschillen in aantal, laagdikte en samenstelling. Huidkleurige lagen zijn bijvoorbeeld dik aangebracht, rode lagen juist dun.

## Museum

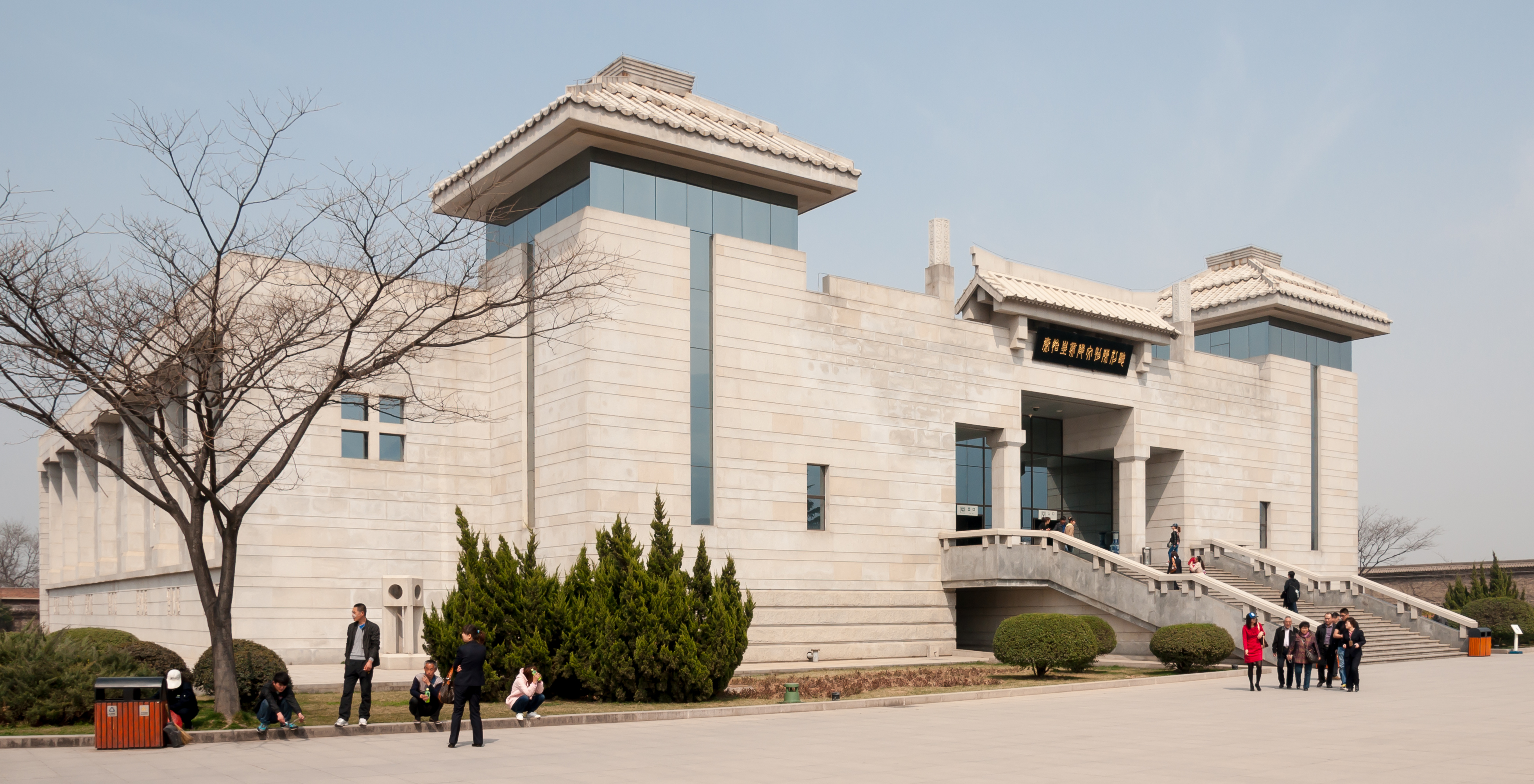
Buitenkant van het museum (2012)

Tegenwoordig (anno 2022) staat op de plek van de vondst een museum, dat jaarlijks vele bezoekers trekt. Vanaf de vondst van het terracottaleger op 29 maart 1974 tot 2001 zijn er meer dan 8000 figuren opgegraven in de vier ondergrondse hallen.